# Leandro Crispim
Geraldo Leandro Santana Crispim, mais conhecido como Leandro Crispim (Goiatuba, 25 de dezembro de 1961), é uma jurista e magistrado brasileiro que exerce a presidência do Tribunal de Justiça do Estado de Goiás desde fevereiro de 2025. Sendo desembargador do TJ-GO, foi entre 2020 e 2022, desembargador do Tribunal Regional Eleitoral de Goiás, tendo exercido a presidência do órgão de 2020 a 2022.
Enquanto desembargador, corregedor-geral do TJ-GO e integrante do TRE-GO, recebia o sétimo maior salário dentre seus colegas magistrados, na quantidade de R$ 99.412,82, o que ultrapassa o teto de gastos constitucionais e já havia sido proibido por decisão do Ministro do STF, André Mendonça; graças à uma ação movida pelo então Procurador-Geral da República, Augusto Aras. O escândalo dos super-salários irrompeu na gestão do antecessor de Crispim, Carlos Alberto França. No 24.º dia de sua gestão, o Supremo Tribunal Federal votou de forma unânime pela derrubada de leis que permitiam os salários acima de R$ 46.366,19, sendo assim as leis que propiciavam esse pagamento foram declaradas inconstitucionais.

## Biografia
Nascido em Goiatuba em 25 de dezembro de 1961, Geraldo Leandro Santana Crispim é filho do também ex-presidente do TRE e do TJ-GO, Geraldo Crispim Borges e sua esposa, Maria Santana Crispim.
Crispim se graduou em Direito pela Universidade Católica de Goiás (atual PUC) em 19 de dezembro de 1985, aos 24 anos incompletos. Seguiu na pós-graduação em direito penal, público e processual penal, pela Universidade Candido Mendes, no Rio de Janeiro.
Em 8 de junho de 1988, foi nomeado por decreto governamental de Henrique Santillo para o cargo de Juiz de Direito de Primeira Entrância da Comarca de Uruana. Assumiu a segunda entrância em Crixás, a partir de 18 de novembro daquele mesmo ano; mantendo-se no juizado até 23 de agosto de 1989, quando assumiu, em promoção por merecimento, a função de Juiz de Direito da Vara dos Feitos das Fazendas Públicas e Registros Públicos da Comarca de 3.ª entrância de Anápolis, até 28 de novembro de 1992, totalizando três anos, três meses e 4 dias nessa magistratura de Anápolis.
Seguiu como Juiz de Direito da 3.ª Vara Cível da Comarca de Goiânia, entre 29 de novembro de 1992 até sua remoção em 20 de setembro de 2007. Exerceu a jurisdição da 2.ª Zona Eleitoral de Goiânia entre 13 de agosto de 2001 a 12 de julho de 2003, também foi juiz eleitoral nas quatro cidades em que havia exercido a magistratura. Coordenou a Equipe de Juízes Eleitorais da capital estadual durante as eleições de 2002.
Foi promovido à desembargador sob critério de merecimento para a 1.ª Câmara Criminal do Tribunal de Justiça do Estado de Goiás, em 21 de setembro de 2007. Assumiu em seguida, o desembargo da 2.ª Câmara, no dia 9 de dezembro de 2012, exercendo a presidência da Câmara. Enquanto presidente da 2.ª Câmara Criminal, assumiu conforme as regras constitucionais, a Suplência da classe de desembargadores do Tribunal Regional Eleitoral de Goiás, em 20 de agosto de 2018. Em 30 de abril de 2020, durante o período pré-eleitoral do pleito daquele ano, foi eleito presidente do TRE-GO, atuando por dois anos, até a assunção de Itaney Francisco Campos, em 2022.
Em fevereiro de 2023, assumiu a Corregedoria-Geral de Justiça do TJ-GO, sendo o sétimo mais bem pago desembargador do estado, conforme os contracheques de agosto daquele ano. Em outubro de 2024, como Carlos Alberto França já estava em seu segundo mandato, Crispim foi candidato e venceu a eleição presidencial do Tribunal, tomando posse em fevereiro do ano seguinte.
Nos primeiros 23 dias de sua gestão, os super-salários denunciados pelo ex-procurador-geral da República, Augusto Aras, foram suspensos por unanimidade, conforme ação direta de inconstitucionalidade do ministro relator, André Mendonça. Três leis estaduais foram declaradas inconstitucionais e 3 parágrafos de uma também receberam a mesma anulação.